# Joe Cannon
Joseph ("Joe") Cannon (Sun Valley, 1 januari 1975) is een voormalig Amerikaanse voetballer die sinds 2010 als doelman onder contract staat bij Vancouver Whitecaps.

## Carrière

### Professioneel
Na schoolvoetbal te hebben gespeeld bij de Santa Clara Universiteit, was Cannon niet opgesteld door een MLS club, maar in plaats daarvan tekende hij bij San Diego Flash, uitkomend in de A-League, in 1998. Na een seizoen in San Diego ging hij naar San Jose Earthquakes en was daar tweede doelman. Nadat eerste doelman David Kramer een schouderblessure kreeg, speelde Cannon acht wedstrijden in 1999. Daarna bleef hij basisspeler tot 2002. In die tijd had hij de San Jose Earthquakes in 2001 naar een kampioenschap geleid en won hij de "MLS Goalkeeper of the Year Award" in 2002.
In 2003 verliet Cannon de Quakes en verhuisde naar RC Lens uit Frankrijk. Hij kon niet doorbreken in het eerste elftal en na een seizoen verliet hij Frankrijk weer voor de VS en ging hij naar Colorado Rapids. Cannon kon niet doorbreken in de selectie, omdat eerste doelman Scott Garlick destijds heel goed speelde, maar coach Tim Hankinson wisselde tijdens de play-offs van doelman. Hoewel Colorado niet doorging, werd Garlick verkocht aan Dallas Burn en hield Cannon zijn basisplaats.
In 2004 was Cannon een van de beste doelmannen in de MLS, en hij hield Rapids vaak in de wedstrijd omdat hij zo goed keepte. Hij won voor de tweede keer de "MLS Goalkeeper of the Year Award", werd gekozen voor de "MLS Best XI" en was een finalist voor de "Major League Soccer MVP Award". Op 1 december 2006 werd hij naar Los Angeles Galaxy geruild tegen Herculez Gomez en Ugo Ihemelu. Hij maakte zijn debuut voor Galaxy op 8 april 2007 tijdens een 0-0 gelijkspel tegen Houston Dynamo.
Cannon keerde op 10 januari 2008 terug bij de San Jose Earthquakes. In het seizoen hield hij 4 van de 6 penalty's die hij tegen kreeg.

### Internationaal
Cannons vader is een Canadees, waardoor hij uit kon komen voor Canada, maar toch koos hij ervoor om voor de Verenigde Staten. Cannon speelde twee keer voor de Verenigde Staten, de eerste keer was tegen Nieuw-Zeeland op 8 juni 2003.

## Erelijst

### Individueel
- MLS Goalkeeper of the Year

2002, 2004